# Roc Nation
Roc Nation é uma gravadora de música e entretenimento americana. Pertence ao rapper e empresário Shawn "Jay-Z" Carter.

## História
Em abril de 2008, a Live Nation em parceria com Jay-Z criaram a Roc Nation, uma empresa de entretenimento, incluindo artistas, compositores, produtores e engenheiro de gestão; edição de música, turnês e merchandising; cinema e televisão; novos empreendimentos, e um selo musical.

A Roc Nation produziu um documentário de televisão Free Meek sobre a batalha em curso de Meek Mill com o sistema de justiça dos EUA após uma condenação disputada em 2007. A série de cinco partes estreou em 9 de agosto de 2019 no Prime Video da Amazon.. Também em agosto de 2019, a empresa firmou parceria com a National Football League (NFL).